# コミックガム
『コミックガム』（WEB Comic Gum）は、ワニブックスが展開していた日本の漫画雑誌およびweb漫画サイト。

## 概要
同社の雑誌『UP to boy』の増刊として1996年に隔月刊で発刊し、1997年に独立創刊。1999年より月刊化した。
紙媒体の漫画雑誌として毎月26日に発売していたが、2015年5月26日発売の同年7月号をもって一時休刊となり、2009年6月よりオープンされていた掲載作品のバックナンバーが無料で読める毎月15日と30日に更新のウェブサイト『Webコミックガム』を元に、2015年8月よりオンライン雑誌としてリニューアルした。
以降は毎週水曜に随時公式サイトにて漫画作品を「連載」（アップロード）していたが、2020年2月からワニブックスが運営する別のサイト『WANI BOOKS NewsCrunch』との並行連載をとり、7月以降は完全に最新話の更新を同サイトに移行し、後にガムの方は閉鎖された。
代表作品として『まほろまてぃっく』、『一騎当千』、『女神候補生』、『月詠 -MOON PHASE-』、『ファイト一発! 充電ちゃん!!』、『こえでおしごと!』などがある。

## Webサイト時の作品
雑誌からの移籍作品は「雑誌休刊時の作品」の「※Webにて継続」の記載を参照。
- あまえないでよっ!!りたーんず♡（漫画：宗我部としのり、原作：ボヘミアンK）※『あまえないでよっ!!』の新シリーズ
- いこくい!!（みにまる）
- エルフさんは痩せられない。（シネクドキ）
- 怪人二十面相 -少年探偵シリーズ-（漫画：たくま朋正、原作：江戸川乱歩）
- カタストロフィー・コア（フィリップ・タン）
- シャボンと猫売り（高津マコト）
- すうぃーぱっ!（皇宇（ZECO））
- セイキマツブルー（ヒロタシンタロウ）
- たすけてまおうさま（みなづきふたご）
- 流香魔魅の杞憂（奥瀬サキ）※『低俗霊狩り』の新シリーズ
- てみたー! （わた・るぅー）
- ブラックバイヤーガールズ（けんたろう）
- プレハブ1／3 （西ゆうり）
- BLTサンドイッチカフェ（漫画：速水ゆかこ、原作：ウイルコ・C・ルレンス）
- ミミヨリハルモニア（わだぺん。）
- ヤンキー女と法律おとこ（漫画：高澤たま、原案：長國庵千樹）
- ルート3=（ひとなみにおごれやおなご）（みなぎ得一）
- 龍宮町は海の底 （宵町めめ）
- 渡り鳥とカタツムリ（高津マコト）

## 雑誌休刊時の作品
2015年7月号（休刊号）の作品。
連載
- 赤と蒼のエーレンベルク（大岩ケンヂ）
- アメイジング★あめいじんぐ（eno） ※Webにて継続
- 一騎当千（塩崎雄二）※※Webにて継続。後に『ヤングキングアワーズ』（少年画報社）へ移籍
- 鬼斬ZAN（作画：ほのじ、原作：サイバーステップ）※Webにて継続
- 牙狼-GARO the BIBLE-（作画：ヒロモト森一、原作：雨宮慶太、監修：東北新社）
- 牙狼〈GARO〉 -魔戒ノ花-（作画：苺野しずく、原作：雨宮慶太、監修：東北新社） ※Webにて継続
- サクラコード（みなぎ得一） ※Webにて継続
- 真田十勇姫 〜機龍城伝奇〜（作画：藤田かくじ、原作：ミヤザキシンジ、企画：trust2、設定協力：樋口隆晴）
- 低俗霊狩り（奥瀬サキ）
- デジマンデス（宗我部としのり）
- 父ちゃんはいつも仕事場（ぢたま(某)）
- Dr.モローのリッチな生活（Dr.モロー）
- 化け猫システム（邪武丸）
- はちびっと彼女（高槻ナギー） ※Webにて継続
- Battleship Girl Tempest - 鋼鉄少女 嵐（皇宇（ZECO）、監修/協力：南条匡、協力：友善文創（Friendly Land））
- Boichiの漫画の描き方研究所（Boichi）
- 放課後R（髙木信孝）
- メロンくりーむソーダ（門井亜矢） ※Webにて継続
- RYU-TMRのレゲー解体劇場（RYU-TMR）
- リスボックリ（大川ぶくぶ） ※Webにて継続

読切
- 魔法円の代書屋2（長谷川光司）

休載
- 火閻魔人〜鬼払い〜（奥瀬サキ）※『低俗霊狩り』連載のため休載

## 雑誌連載終了作品
あ行
- Arcdia（Ryota-H）
- AIKa（此路あゆみ）
- Acqua-Pianeta（結布）
- 足洗邸の住人たち。（みなぎ得一）
- 暴れん坊少納言（かかし朝浩）
- あまえないでよっ!!（漫画：宗我部としのり、原作：ボヘミアンK）
  - あまえないでよっ!!MS
- アリスの照星（漫画：長谷川光司、原作：柿沼秀樹）
- いいんちょ。（秋風白雲）
- Wings Songs.（大本海図）
- 駅近物件 不動さん（あぼしまこ）
- えりか（中山かつみ）
- エンブリヲン・ロード（やまむらはじめ）
- おとぎ奉り（井上淳哉）
- 大人になる呪文 新学期（パニックアタック）
- おんたま!（漫画：吉井ダン、原作：前田登）

か行
- 快速!FREE NOTE Book!!（すがわらくにゆき）
- KaNa（漫画：相楽直哉、原作：為我井徹）
- 神様だもの♡（紗夢猫）
  - 神様だもの - マンガ図書館Z(外部リンク)
- カラスマ0条探題-魔法少女大戦-（作画：TNSK、原作：2.5次元てれび）
- 牙狼-GARO-（作画：余湖裕輝、原作：雨宮慶太、監修：東北新社）
- キコケン（ヒライユキオ）
- 北へ。Diamond Dust Drops（漫画：トミイ大塚+千葉道徳、原作：広井王子）
- 境域の錠前師（彩藤なお）
- きらいになれない（仮）（松本嵩春）
- GRANDEEK（桜瀬琥姫）※『ウルトラジャンプ』（集英社）にて連載再開
- くるりくる!（ひよひよ）
- くろがね姫（宗我部としのり）
- ケータイ☆プリンセス（屋代川隆史）
- 幻想のヴェルトール〜放課後日帰りクエスト〜（永緒ウカ）
- 豪放ライラック（桑田乃梨子）
- 荒野の蒸気娘（あさりよしとお）
- こえでおしごと!（紺野あずれ）
- こもれびの国（得能正太郎）

さ行
- サイトーくんは超能力者らしい（いみぎむる）
- 三番目の月（文尾文）
- 仕上げに殺陣あり〜黒蝶舞〜（漫画：今ノ夜きよし、原作：中山文十郎）
- シノブグサ（漫画：田中克樹、原作：為我井徹）
- ジャンキー・フィクション（漫画：明治ていか、原作：為我井徹）
- 銃騎士 Cutie☆Bullet（作画：宮越良月、原作：エフォルダムソフト）
- 女王の心臓（吉岡榊）
- SCRIPT ダウナーズ（RYU-TMR）
- せな★せな（漫画：ヒライユキオ、原作：せな★せな製作委員会）
- 戦場のメシヤさん（神宮寺一）

た行
- 大同人物語（平野耕太）
- 大復活祭（みなぎ得一）
- ダルマ・カグラ（岩戸あきら）
- 断罪者（いとうえい）
- 月詠 -MOON PHASE-（有馬啓太郎）
- トーキョー・リトル・ガナーズ（漫画：長谷川光司、原作：柿沼秀樹）

な行
- 99 -NINTY NINE-（宗我部としのり）
- ぬいぐるみっくす♥（泉ゆうじ）
- ネコミミデイズ（草野ほうき）
- ネの國の雲（宗我部としのり）
- のぶながっ!（東皓司）

は行
- Battleship Girl -鋼鉄少女-（皇宇（ZECO）+惟丞、脚本協力：M.WOLVERINE）
- HAL（あさりよしとお）
- PARADIGM OUT（RYU-TMR）
- ぴことぴけ（中島零）
- 日々是敗北（桑田乃梨子）
- 姫宮さんの中の人（作画：黒川いづみ、原作：月見草平）
- Pinky:comic（ヤスダスズヒト）
- ファイト一発! 充電ちゃん!!（ぢたま(某)）
- プリンス・スタンダード（別天荒人）
- PRECIOUS STONE（作画：星野円、原作：清水佳代子）
- 武装中学生 2045 -夏-（作画：長谷川光司、原作：岡本タクヤ、ネーム原作：緋山辰紀、キャラクター原案：黒銀）
- ヘブンズゲイト（門井亜矢）
- 放課後○○倶楽部（みなづきふたご）
- ほけんのせんせい（谷村まりか）

ま行
- マギーペール（髙木信孝）
- まにゅーば!rideAT（作画：山鳥おふう、原作：中山文十郎）
- マブイノコトワリ（漫画：森ゆきなつ、原作：高円寺雅彦）
- 魔法とパンツとオレ（ベンジャミン）
- まほろまてぃっく（漫画：ぢたま(某)、原作：中山文十郎）
- ままはまりあさま（しろみかずひさ）
- マンションズ&ドラゴンズ（漫画：佐々木亮、原作：藤浪智之）
  - ダークローダーズ 魔王のおしごと
- 南の島移住計画HG（門井亜矢）※単行本タイトルは『ハワイバカ一代』
- メイド諸君!（きづきあきら）
- 女神候補生（杉崎ゆきる）
- めがらにか（高槻ナギー）
- めくりめくる（拓）

や行
- やりたいほうだいフジえもん（Dr.モロー）
- 唯我独尊ガーディアン（森ゆきなつ）

ら行
- ラジカルフィスト（山本賢治）
- 辣韮の皮〜萌えろ!杜の宮高校漫画研究部〜（阿部川キネコ）
- ラノベ部（漫画：もずや紫、原作：平坂読）

## アニメ化作品
| 作品                       | 放送年          | アニメーション制作 | 備考    |
| -------------------------- | --------------- | ------------------ | ------- |
| 女神候補生                 | 2000年          | XEBEC              |         |
| まほろまてぃっく           | 2001年（第1期） | GAINAX、シャフト   |         |
| まほろまてぃっく           | 2002年（第2期） | GAINAX、シャフト   |         |
| まほろまてぃっく           | 2003年（SP1）   | GAINAX、シャフト   |         |
| まほろまてぃっく           | 2009年（SP2）   | GAINAX             |         |
| 一騎当千                   | 2003年（第1期） | J.C.STAFF          | OVAあり |
| 一騎当千                   | 2007年（第2期） | アームス           | OVAあり |
| 一騎当千                   | 2008年（第3期） | アームス           | OVAあり |
| 一騎当千                   | 2010年（第4期） | ティー・エヌ・ケー | OVAあり |
| 月詠                       | 2004年-2005年   | シャフト           |         |
| あまえないでよっ!!         | 2005年（第1期） | スタジオディーン   |         |
| あまえないでよっ!!         | 2006年（第2期） | スタジオディーン   |         |
| ファイト一発! 充電ちゃん!! | 2009年          | スタジオ雲雀       |         |

| 作品      | 配信年 | アニメーション制作     | 備考 |
| --------- | ------ | ---------------------- | ---- |
| おんたま! | 2009年 | エンカレッジフィルムズ |      |

| 作品               | 発売年 | アニメーション制作                  | 備考 |
| ------------------ | ------ | ----------------------------------- | ---- |
| GRANDEEK           | 2000年 | アニメイトフィルム グループ・タック |      |
| 足洗邸の住人たち。 | 2010年 | スタジオノワ                        |      |
| こえでおしごと!    | 2010年 | Studio五組                          |      |

『エルフさんは痩せられない。』のテレビアニメ化は出版社移籍後である。